# John W. Norton
John Warner Norton (7 maart 1876 - 7 januari 1934), was een Amerikaanse muurschilder en kunstschilder. Norton werd in Lockport geboren en volgde een studie aan het Art Institute of Chicago. Tijdens zijn carrière was Norton lid van de Chicago Society of Artists. Aan het einde van de jaren twintig werkte hij mee aan art-deco-decoraties in gebouwen, ontworpen door Holabird & Root en Graham, Anderson, Probst & White. Een van zijn werken is de Ceres schildering in het Chicago Board of Trade Building. Het schilderij was 9,6 meter hoog en 2,8 meter breed. Andere van zijn werken zijn onder andere in het Chicago Daily News Building en het Saint Paul City Hall and Ramsey County Courthouse te vinden.